# Mayron George
Mayron Antonio George Clayton (Limón, Costa Rica, 23 de octubre de 1993) es un futbolista costarricense que juega de delantero en el Beitar Jerusalén de la Liga Premier de Israel.

## Trayectoria
George debutó con el Limón F.C en el 2011, hasta desvincularse en el 2015.
Realizó su travesía por varios clubes europeos como: O.F.I. Creta F.C. de Grecia, los clubes de Hobro IK, Lyngby BK, FC Midtjylland, y el Randers FC de Dinamarca, el club noruego de Vålerenga Fotball, el Budapest Honvéd F.C de Hungría, el Kalmar FF de Suecia, el Pau F.C de Francia, y el F.C Lausana-Sport de Suiza.
En el 2019 consiguió el título de la Copa de Dinamarca con el FC Midtjylland. En el 2020 alzó el título de la Copa de Hungría con el Budapest Honvéd F.C

## Selección nacional
Debutó con la selección de Costa Rica bajo el mando de Paulo César Wanchope en la Gira Asiática que hizo la Tricolor en octubre de 2014, ingresando de cambio en el minuto 71 por John Jairo Ruiz en la victoria 4-3 ante Omán en Muscat.

#### Participaciones internacionales
| Evento                          | Sede                                  | Resultado        | Partidos | Goles |
| ------------------------------- | ------------------------------------- | ---------------- | -------- | ----- |
| Copa de Oro de la Concacaf 2019 | Estados Unidos · Costa Rica · Jamaica | Cuartos de final | 4        | 1     |

## Estadísticas

### Clubes
Actualizado al último partido jugado el 31 de agosto de 2024.
| Club                                   | Div.          | Temporada     | Liga  | Liga  | Liga   | Copas nacionales | Copas nacionales | Copas nacionales | Copas internacionales | Copas internacionales | Copas internacionales | Total | Total | Total  |
| Club                                   | Div.          | Temporada     | Part. | Goles | Asist. | Part.            | Goles            | Asist.           | Part.                 | Goles                 | Asist.                | Part. | Goles | Asist. |
| -------------------------------------- | ------------- | ------------- | ----- | ----- | ------ | ---------------- | ---------------- | ---------------- | --------------------- | --------------------- | --------------------- | ----- | ----- | ------ |
| Limón F. C. · Costa Rica               |               |               |       |       |        |                  |                  |                  |                       |                       |                       |       |       |        |
| 1.ª                                    | 2010-11       | 1             | 0     | 0     | —      | —                | —                | —                | —                     | —                     | 1                     | 0     | 0     |        |
| 1.ª                                    | 2011-12       | 21            | 2     | 5     | —      | —                | —                | —                | —                     | —                     | 21                    | 2     | 5     |        |
| 1.ª                                    | 2012-13       | 29            | 4     | 1     | —      | —                | —                | —                | —                     | —                     | 29                    | 4     | 1     |        |
| 1.ª                                    | 2013-14       | 40            | 12    | 4     | 1      | 0                | 0                | —                | —                     | —                     | 41                    | 12    | 4     |        |
| Total club                             | Total club    | 91            | 18    | 10    | 1      | 0                | 0                | 0                | 0                     | 0                     | 92                    | 18    | 10    |        |
| O.F.I. Creta F.C. · Grecia             |               |               |       |       |        |                  |                  |                  |                       |                       |                       |       |       |        |
| 1.ª                                    | 2014-15       | 20            | 2     | 3     | 5      | 3                | 1                | —                | —                     | —                     | 25                    | 5     | 4     |        |
| Total club                             | Total club    | 20            | 2     | 3     | 5      | 3                | 1                | 0                | 0                     | 0                     | 25                    | 5     | 4     |        |
| Hobro I. K. Dinamarca                  |               |               |       |       |        |                  |                  |                  |                       |                       |                       |       |       |        |
| 1.ª                                    | 2015-16       | 23            | 9     | 0     | 1      | 0                | 0                | —                | —                     | —                     | 24                    | 9     | 0     |        |
| 2.ª                                    | 2016-17       | 2             | 1     | 0     | —      | —                | —                | —                | —                     | —                     | 2                     | 1     | 0     |        |
| Total club                             | Total club    | 25            | 10    | 0     | 1      | 0                | 0                | 0                | 0                     | 0                     | 26                    | 10    | 0     |        |
| Randers F. C. Dinamarca                |               |               |       |       |        |                  |                  |                  |                       |                       |                       |       |       |        |
| 1.ª                                    | 2016-17       | 15            | 2     | 0     | 3      | 0                | 0                | —                | —                     | —                     | 18                    | 2     | 0     |        |
| 1.ª                                    | 2017-18       | 7             | 0     | 0     | —      | —                | —                | —                | —                     | —                     | 7                     | 0     | 0     |        |
| Total club                             | Total club    | 22            | 2     | 0     | 3      | 0                | 0                | 0                | 0                     | 0                     | 25                    | 2     | 0     |        |
| Lyngby B. K. Dinamarca                 |               |               |       |       |        |                  |                  |                  |                       |                       |                       |       |       |        |
| 1.ª                                    | 2017-18       | 24            | 8     | 1     | 2      | 0                | 0                | —                | —                     | —                     | 26                    | 8     | 1     |        |
| Total club                             | Total club    | 24            | 8     | 1     | 2      | 0                | 0                | 0                | 0                     | 0                     | 26                    | 8     | 1     |        |
| F. C. Midtjylland Dinamarca            |               |               |       |       |        |                  |                  |                  |                       |                       |                       |       |       |        |
| 1.ª                                    | 2018-19       | 24            | 4     | 3     | 4      | 1                | 0                | 4                | 1                     | 0                     | 32                    | 6     | 3     |        |
| Total club                             | Total club    | 24            | 4     | 3     | 4      | 1                | 0                | 4                | 1                     | 0                     | 32                    | 6     | 3     |        |
| Vålerenga Fotball · Noruega            |               |               |       |       |        |                  |                  |                  |                       |                       |                       |       |       |        |
| 1.ª                                    | 2018-19       | 10            | 2     | 0     | —      | —                | —                | —                | —                     | —                     | 10                    | 2     | 0     |        |
| Total club                             | Total club    | 10            | 2     | 0     | 0      | 0                | 0                | 0                | 0                     | 0                     | 10                    | 2     | 0     |        |
| Budapest Honvéd F. C. · Hungría        |               |               |       |       |        |                  |                  |                  |                       |                       |                       |       |       |        |
| 1.ª                                    | 2019-20       | 6             | 1     | 0     | 5      | 0                | 0                | —                | —                     | —                     | 11                    | 1     | 0     |        |
| Total club                             | Total club    | 6             | 1     | 0     | 5      | 0                | 0                | 0                | 0                     | 0                     | 11                    | 1     | 0     |        |
| Kalmar F. F. · Suecia                  |               |               |       |       |        |                  |                  |                  |                       |                       |                       |       |       |        |
| 1.ª                                    | 2019-20       | 3             | 0     | 0     | —      | —                | —                | —                | —                     | —                     | 3                     | 0     | 0     |        |
| Total club                             | Total club    | 3             | 0     | 0     | 0      | 0                | 0                | 0                | 0                     | 0                     | 3                     | 0     | 0     |        |
| Pau F. C. Francia                      |               |               |       |       |        |                  |                  |                  |                       |                       |                       |       |       |        |
| 2.ª                                    | 2020-21       | 14            | 7     | 3     | —      | —                | —                | —                | —                     | —                     | 14                    | 7     | 3     |        |
| Total club                             | Total club    | 14            | 7     | 3     | 0      | 0                | 0                | 0                | 0                     | 0                     | 14                    | 7     | 3     |        |
| F. C. Lausana-Sport · Suiza            |               |               |       |       |        |                  |                  |                  |                       |                       |                       |       |       |        |
| 1.ª                                    | 2021-22       | 11            | 0     | 0     | 2      | 1                | 0                | —                | —                     | —                     | 13                    | 1     | 0     |        |
| Total club                             | Total club    | 11            | 0     | 0     | 2      | 1                | 0                | 0                | 0                     | 0                     | 13                    | 1     | 0     |        |
| Pau F. C. B Francia                    |               |               |       |       |        |                  |                  |                  |                       |                       |                       |       |       |        |
| 5.ª                                    | 2022-23       | 1             | 0     | 0     | —      | —                | —                | —                | —                     | —                     | 1                     | 0     | 0     |        |
| Total club                             | Total club    | 1             | 0     | 0     | 0      | 0                | 0                | 0                | 0                     | 0                     | 1                     | 0     | 0     |        |
| Pau F. C. Francia                      |               |               |       |       |        |                  |                  |                  |                       |                       |                       |       |       |        |
| 2.ª                                    | 2022-23       | 26            | 6     | 4     | 4      | 2                | 0                | —                | —                     | —                     | 30                    | 8     | 4     |        |
| 2.ª                                    | 2023-24       | 4             | 1     | 0     | 0      | 0                | 0                | —                | —                     | —                     | 4                     | 1     | 0     |        |
| Total club                             | Total club    | 30            | 7     | 4     | 4      | 2                | 0                | 0                | 0                     | 0                     | 34                    | 9     | 4     |        |
| Beitar Jerusalén Israel                |               |               |       |       |        |                  |                  |                  |                       |                       |                       |       |       |        |
| 1.ª                                    | 2023-24       | 23            | 8     | 2     | 1      | 0                | 0                | —                | —                     | —                     | 24                    | 8     | 2     |        |
| 1.ª                                    | 2024-25       | 2             | 0     | 0     | 4      | 4                | 0                | —                | —                     | —                     | 6                     | 4     | 0     |        |
| Total club                             | Total club    | 25            | 8     | 2     | 5      | 4                | 0                | 0                | 0                     | 0                     | 30                    | 12    | 2     |        |
| Total carrera                          | Total carrera | Total carrera | 306   | 69    | 26     | 32               | 11               | 1                | 4                     | 1                     | 0                     | 342   | 81    | 27     |
| 1. 2. Fuente:Transfermarkt / Soccerway |               |               |       |       |        |                  |                  |                  |                       |                       |                       |       |       |        |

### Selección de Costa Rica
Actualizado al último partido jugado el 30 de junio de 2019.
| Absoluta · Costa Rica   |   |   |   |   |   |   |   |   |   |    |   |   |
| 2014                    | — | — | — | — | — | — | 2 | 1 | 0 | 2  | 0 | 0 |
| 2018                    | — | — | — | — | — | — | 4 | 0 | 0 | 4  | 0 | 0 |
| 2018                    | — | — | — | 4 | 1 | 0 | 3 | 0 | 0 | 7  | 0 | 0 |
| Total                   | 0 | 0 | 0 | 4 | 1 | 0 | 9 | 0 | 0 | 13 | 1 | 0 |
| 1. Fuente:Transfermarkt |   |   |   |   |   |   |   |   |   |    |   |   |

## Palmarés

### Títulos nacionales
| Título            | Club                  | País      | Año  |
| ----------------- | --------------------- | --------- | ---- |
| Copa de Dinamarca | F. C. Midtjylland     | Dinamarca | 2019 |
| Copa de Hungría   | Budapest Honvéd F. C. | Hungría   | 2020 |